# ثيمين غوبيل
ثيمين غوبيل (16 فبراير 1997 في هولندا - ) (بالهولندية: Thijmen Goppel)‏ هو لاعب كرة قدم هولندي في مركز جناح ‏. لعب مع أدو دين هاغ.

## روابط خارجية
- ثيمين غوبيل على موقع قاعدة بيانات كرة القدم.إي يو (الإنجليزية)
- ثيمين غوبيل على موقع Soccerway.com (الإنجليزية)
- ثيمين غوبيل على موقع عالم كرة القدم.نت (الإنجليزية)